# Masaru Yamada
Masaru Yamada (山田優, Yamada Masaru; Toba, 14 de junho de 1994) é um esgrimista japonês, campeão olímpico.

## Carreira
Yamada conquistou a medalha de ouro nos Jogos Olímpicos de Verão de 2020 em Tóquio ao lado de Koki Kano, Kazuyasu Minobe e Satoru Uyama, após derrotar os russos Sergey Bida, Sergey Khodos, Pavel Sukhov e Nikita Glazkov na disputa de espada por equipes.